# Stanisław Krzyżanowski (1865–1917)
Stanisław Krzyżanowski (ur. 5 maja 1865 w Kętach koło Krakowa, zm. 17 stycznia 1917 w Krakowie) – historyk mediewista, znawca nauk pomocniczych historii, członek Towarzystwa Historycznego we Lwowie.

## Życiorys
Studiował prawo i historię na Uniwersytecie Jagiellońskim (pod kierunkiem S. Smolki). Studia uzupełnił w Rzymie i w Wiedniu. Uczestniczył w rzymskiej ekspedycji Akademii Umiejętności. Doktorat prawa (1887) i historii (1888) uzyskał na UJ. Habilitował się w 1891 roku jako pierwszy w Polsce z zakresu nauk pomocniczych historii. Od 1897 roku do końca życia dyrektor Archiwum Aktów Dawnych Miasta Krakowa. Od 1898 profesor nadzwyczajny, od 1905 roku zwyczajny na UJ. Współzałożyciel i prezes (1905–1916) Towarzystwa Miłośników Historii i Zabytków Krakowa. Paleograf i znawca nauk pomocniczych historii. Wniósł wiele do rozwoju polskiej dyplomatyki, opracował też dzieje rodów małopolskich. Zajmował się też historią Krakowa. Na III Zjeździe Historyków Polskich w 1900 roku postulował badanie wielkiej własności ziemskiej w średniowieczu. Został pochowany na cmentarzu Rakowickim w Krakowie.

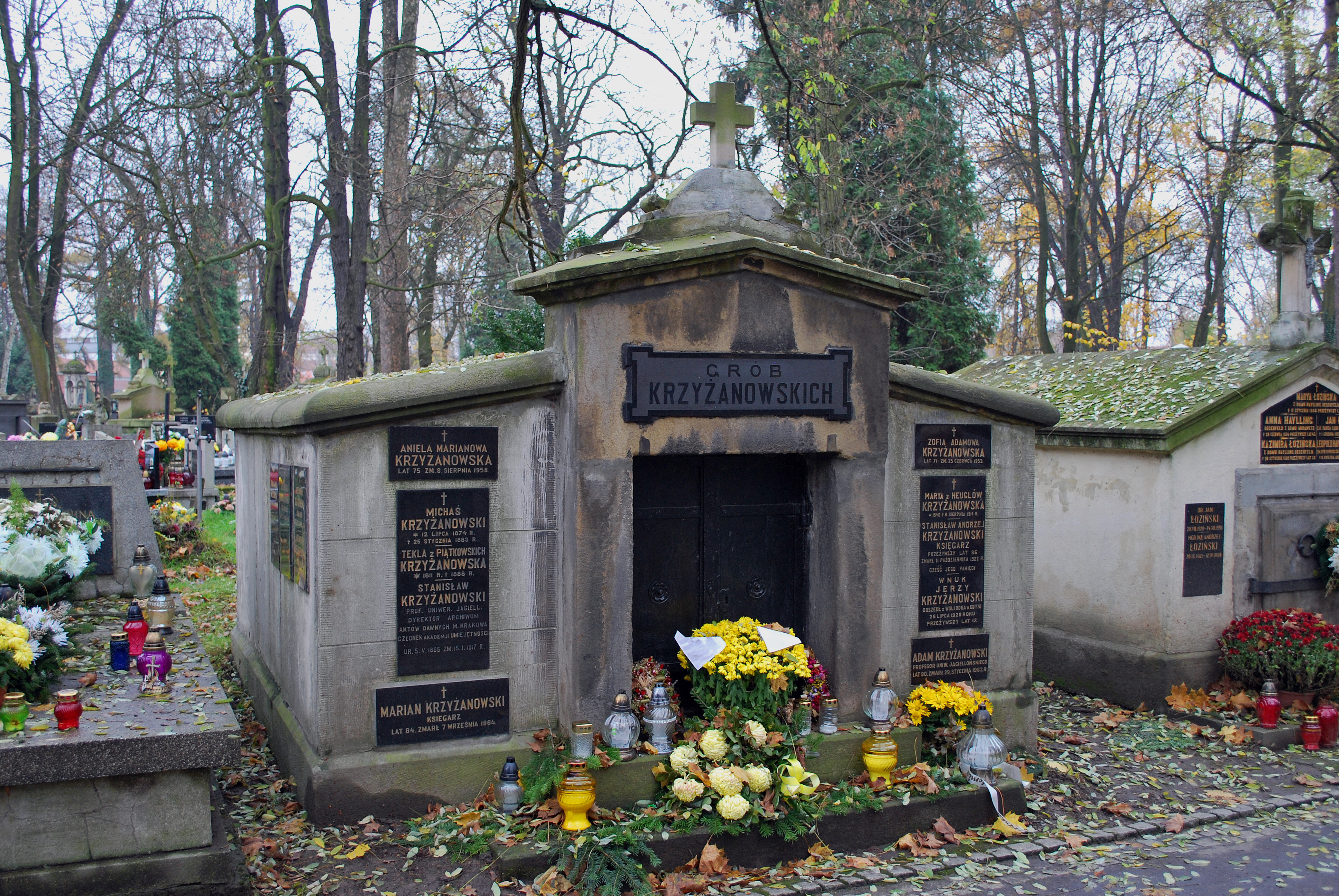
Nagrobek Stanisława Krzyżanowskiego na cmentarzu Rakowickim w Krakowie

## Uczniowie
Do grona jego uczniów zaliczają się: Stanisław Zakrzewski, Wacław Sobieski, Franciszek Bujak, Marian Goyski, Roman Grodecki, Kazimierz Tymieniecki, Stanisław Kętrzyński, Oskar Halecki, Leon Białkowski, Kazimierz Chodynicki, Jan Dąbrowski, Wacław Tokarz.

## Wybrane publikacje
- Słownik heraldyczny: dla pomocy w poszukiwaniach archeologicznych, Kraków 1870.
- Poselstwo Kazimierza Wielkiego do Awinionu i pierwsze uniwersyteckie przywileje, Kraków 1900.[4]
- Ludność Krakowa z końcem XVIII w., Kraków 1902.
- Przywileje szczyrzyckie, „Kwartalnik Historyczny” XVIII, 1904.[5]
- Prawa, przywileje i statuta miasta Krakowa (1507-1795), Kraków 1909.